# Carl Siegmund von Seidlitz
Carl Siegmund von Seidlitz (geboren um 1710 in Schlesien; gestorben im Frühjahr 1767) war ein preußischer Landrat.

## Leben

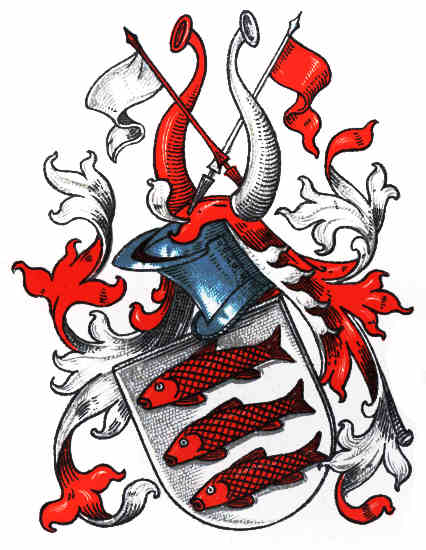
Stammwappen derer von Seidlitz

Carl Siegmund von Seidlitz war Angehöriger des schlesischen Uradelgeschlechts Seydlitz. Er war der Sohn von Johann Friedrich von Seidlitz (1684–1763), Erbherr auf Pilgramshain und Landrat des Kreises Striegau, und dessen Ehefrau Johanna Helene von Seidlitz, geborene von Nostitz (1691–1764). Im Zeitraum von 1745 bis 1750 fungierte er als Deputierter. Gemäß Immediatbericht wurde er am 13. Januar 1765, inzwischen als Kreisdeputierter tätig und Erbherr auf Pilgramshain, zum Nachfolger von Gustav Adolf von Helmrich als Landrat des Kreises Striegau vorgeschlagen. Die Bestallung erfolgte noch 1765. Das Amt übte er bis zu seinem Tod im Jahr 1767 aus, sein Nachfolger wurde Hans Wolff von Falckenhayn.

## Persönliches
Carl Siegmund von Seidlitz hatte einen älteren Bruder, Carl Sigismund von Seidlitz (1709–1762), seit 1753 verheiratet mit Hedwig Elisabeth von Seidlitz, geborene von Zedlitz und Leipe (1716–1781). Carl Sigismund war 1760 seinem Vater als zweiten Landrat des Kreises Striegau gefolgt.